# Teriocolias
Teriocolias es un género de mariposas de la familia Pieridae. Ahora es considerada sinónimo de Eurema.

## Descripción
Especie tipo por monotípia Terias atinas Hewitson, 1874.

## Diversidad
Existe 1 especies reconocida en el género de distribución neotropical.